# 羅特斯峰
46°55′30.7″N 10°18′57.5″E / 46.925194°N 10.315972°E

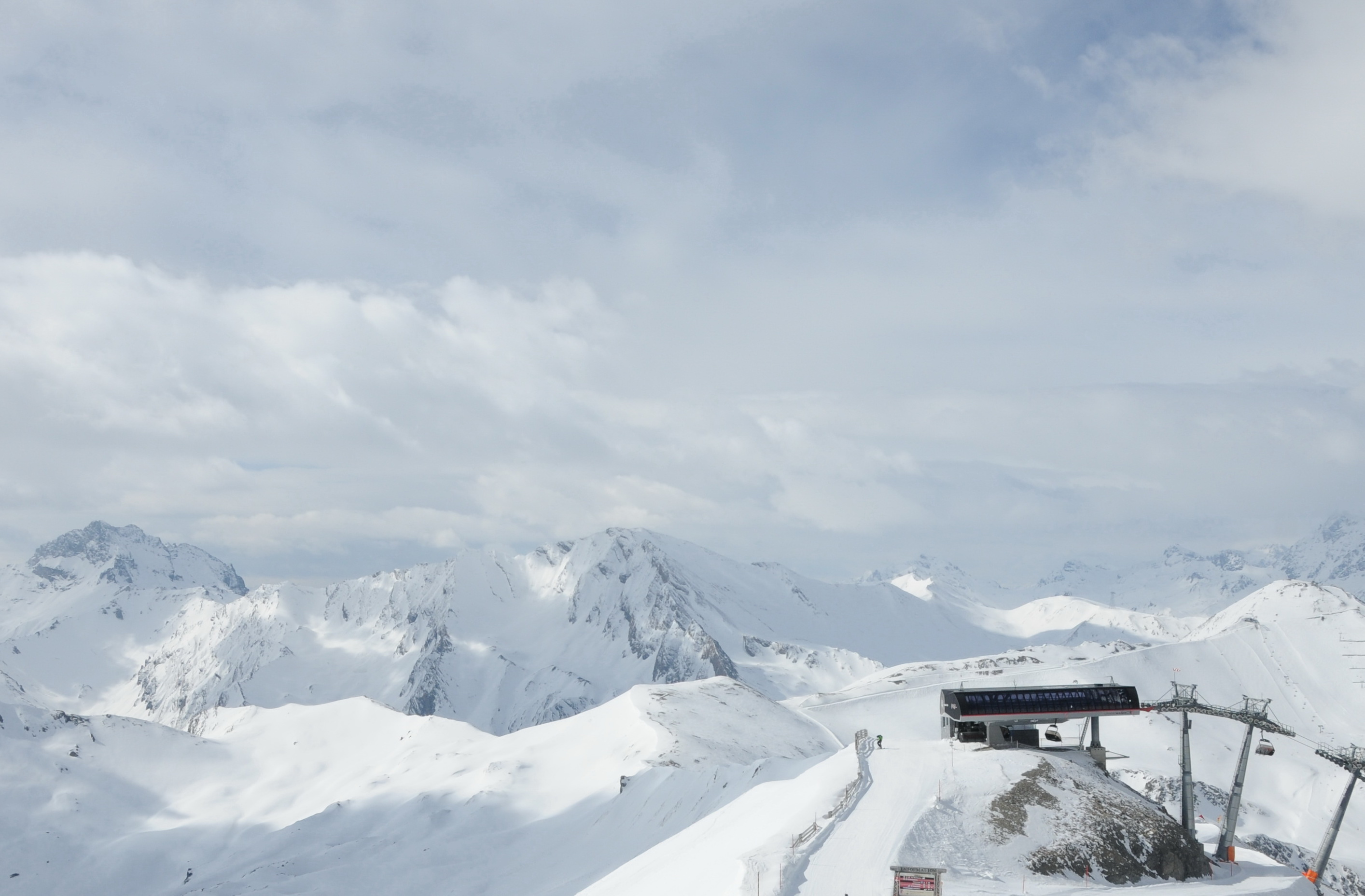

羅特斯峰（德語：Piz Rots），是中歐的山峰，位於奧地利和瑞士接壤的邊境，處於薩姆瑙恩西南面，屬於薩姆瑙恩阿爾卑斯山脈的一部分，海拔高度3,097米，每年平均降雨量1,367毫米。